# Liste de séismes au Canada
Voici une liste de séismes qui se sont produits au Canada. Pour une liste des séismes s'étant produits au Québec, voir liste de séismes au Québec.

## Liste
| Numéro | Date             | Heure                | Lieu                                                                 | Latitude | Longitude | Décès          | Magnitude      | Notes                                                                                       | Sources |
| ------ | ---------------- | -------------------- | -------------------------------------------------------------------- | -------- | --------- | -------------- | -------------- | ------------------------------------------------------------------------------------------- | ------- |
| 1      | 26 janvier 1700  | 21:00 (heure locale) | Séisme de 1700 dans les Cascades                                     | 48,50    | -125,00   |                | 8,7–9,2        |                                                                                             | [ 1 ]   |
| 2      | 15 décembre 1872 | 05:37                | Séisme de 1872 à North Cascades (en)                                 | 47,76    | -119,90   |                | 6,5–7,0        | Mw                                                                                          | [ 1 ]   |
| 3      | 4 septembre 1899 | 00:22                | frontière entre le Yukon et l'Alaska.                                | 60,00    | -140,00   |                | 8,2            | Ms                                                                                          | [ 1 ]   |
| 4      | 6 décembre 1918  | 08:41:08             | Séisme de 1918 sur l'île de Vancouver (en)                           | 49,44    | -126,22   |                | 7,2            | Mw                                                                                          | [ 1 ]   |
| 5      | 26 mai 1929      | 22:39:54             | Sud de l'archipel Haida Gwaii                                        | 51,51    | -130,74   |                | 7,0            | Mw                                                                                          | [ 1 ]   |
| 6      | 18 novembre 1929 | 20:32                | Séisme de 1929 aux Grands Bancs                                      | 44,5     | -56,30    | 28             | 7,2            | Mw A causé un fort tsunami qui a affecté plusieurs communautés côtières de Terre-Neuve.     | [ 1 ]   |
| 7      | 20 novembre 1933 | 23:21:32             | Séisme de 1933 en mer de Baffin (en)                                 | 73,0     | -70,75    |                | 7,3–7,4        | Mw Le plus grand séisme connu ayant eu lieu au nord du cercle arctique.                     | [ 1 ]   |
| 8      | 5 septembre 1944 | 04:38:45             | Séisme de 1944 à Cornwall-Massena                                    | 44,97    | -74,90    |                | 5,8            | Mw                                                                                          | [ 1 ]   |
| 9      | 23 juin 1946     | 17:13:26             | Séisme de 1946 sur l'île de Vancouver (en)                           | 49,76    | -125,34   | 2              | 7,3            | Ms                                                                                          | [ 1 ]   |
| 10     | 22 août 1949     | 04:01:12             | Séisme de 1949 à l'archipel Haida Gwaii (en)                         | 53,62    | -133,27   |                | 8,1            | Mw                                                                                          | [ 1 ]   |
| 11     | 10 juillet 1958  | 06:15                | Séisme de 1958 à Lituya Bay (en)                                     | 58,6     | -137,10   | 5              | 8,3            | Mw                                                                                          | [ 1 ]   |
| 12     | 24 juin 1970     | 13:09:08             | Archipel Haida Gwaii                                                 | 51,77    | -130,76   |                | 7,4            | Mw                                                                                          | [ 1 ]   |
| 13     | 28 février 1979  | 13:27 (heure locale) | Frontière sud Yukon/Alaska                                           | 60,59    | -141,47   |                | 7,2            | Mw                                                                                          | [ 1 ]   |
| 14     | 9 janvier 1982   | 08:53                | Miramichi (Nouveau-Brunswick)                                        | 47,00    | -66,60    |                | 5,7            | Deux séismes séparés de deux jours.                                                         | [ 1 ]   |
| 15     | 23 décembre 1985 | 23:16 (heure locale) | Séisme de 1985 à Nahanni (en)                                        | 62,19    | -124,24   |                | 6,9            | Mw Le plus fort d'une série de plusieurs tremblements de terre.                             | [ 1 ]   |
| 16     | 19 octobre 1996  | 04:33:51             | Rocky Mountain House, Alberta                                        | 52,21    | -115,21   |                | 3,8            | Mn                                                                                          | [ 2 ]   |
| 17     | 1er janvier 2000 | 11:22:58             | Séisme de 2000 à Kipawa (en)                                         | 46,84    | -78,93    |                | 5,2            | Mn                                                                                          | [ 2 ]   |
| 18     | 28 février 2001  | 18:54:32             | Séisme de 2001 à Nisqually                                           | 47,15    | -122,71   | 1 (États-Unis) | 6,8            | Mw                                                                                          | [ 2 ]   |
| 19     | 2 novembre 2004  | 10:02:11             | île de Vancouver                                                     | 49,15    | -129,00   |                | 6,6            | Mw                                                                                          | [ 2 ]   |
| 20     | 20 octobre 2005  | 21:16:28             | Owen Sound                                                           | 44,68    | -80,48    |                | 4,3            | Mn                                                                                          | [ 2 ]   |
| 21     | 9 octobre 2007   |                      | Séismes de 2007–2008 à Nazko                                         | 52,88    | -124,8    |                | 4,0 (ou moins) | Le premier d'une série de séismes qui se sont déroulés jusqu'au 12 juin 2008.               | [ 2 ]   |
| 22     | 5 janvier 2008   | 11:01:01             | Haida Gwaii                                                          | 51,07    | -131,06   |                | 6,5            | MwSuivi d'un séisme de 6,4 à peine 40 minutes plus tard.                                    | [ 2 ]   |
| 23     | 8 mars 2009      | 08:16:04             | Boiestown (en)–Doaktown                                              | 46,60    | -66,31    | 0              | 3,4            | Mn                                                                                          | [ 2 ]   |
| 24     | 17 novembre 2009 | 15:30:41             | Haida Gwaii                                                          | 51,82    | -131,78   |                | 6,5            | Mw                                                                                          | [ 2 ]   |
| 25     | 16 mars 2011     | 17:36:55             | Hawkesbury (Ontario)                                                 | 45,58    | -74,55    |                | 4,3            | Mn                                                                                          | [ 2 ]   |
| 26     | 9 septembre 2011 | 19:31:34             | Séisme de 2011 sur l'île de Vancouver                                | 49,493   | -126,967  |                | 6,4            | Mw D'une durée de 20 à 30 secondes, c'est le plus fort séisme à toucher la région en 7 ans. | [ 3 ]   |
| 27     | 19 août 2012     |                      | 279 km ouest-sud-ouest au large de Tofino                            |          |           |                | 5,2            |                                                                                             | [ 4 ]   |
| 28     | 27 octobre 2012  | 20:04 (heure locale) | Séisme de 2012 à Haida Gwaii (en)                                    |          |           |                | 7,7            |                                                                                             | [ 4 ]   |
| 29     | 14 janvier 2015  | 09:06 (heure locale) | 38 km ouest de Fox Creek, AB (169 km nord-nord-est de Jasper, AB     | 54,346   | -117,379  |                | 3,8            | Ml                                                                                          | ,       |
| 30     | 22 janvier 2015  | 23:49 (heure locale) | 36 km à l'ouest de Fox Creek, AB (180 km nord-nord-est de Jasper, AB | 54,433   | -117,302  |                | 4,4            | Ml                                                                                          | ,       |